# Archives nationales du Sénégal
Pour les articles homonymes, voir Archives nationales (homonymie).
Les Archives nationales du Sénégal (ANS) sont les archives nationales de la République du Sénégal. Leur siège se trouve à Dakar.

## Histoire
Le premier dépôt d'archives créé à Dakar, est celui du gouvernement général de l'Afrique-Occidentale française. Il est instauré par l'arrêté no 959 du 1er juillet 1913, signé par le gouverneur général William Merlaud-Ponty. Cet arrêté créé un dépôt d'archives dans chacune des huit colonies de l'AOF. Le cadre de classement est élaboré par l'archiviste Claude Faure, avec l'aide de l'administrateur Thévenin. 
En 1958, la capitale de la colonie du Sénégal est transférée de Saint-Louis à Dakar, les archives du Sénégal et de l'AOF sont alors regroupées au building administratif de Dakar.
Le Service des Archives, est érigé en Direction en 1977 sous le nom d'Archives du Sénégal.

### Direction
La responsabilité des archives est confiée successivement à :
- Claude Faure (1911-1920)
- Prosper Alquier (1921-1922)
- Médoune Mbaye (1922-1936)
- André Villard (1936-1942)
- Margueride Verdat (1945-1948)
- Jacques Charpy (1951-1958)
- Jean-François Maurel (1958-1959)
- Saliou Mbaye (1976-2005)
- Papa Momar Diop (2005-2008)

## Organisation
Les Archives dépendent du Secrétariat général du Gouvernement rattaché à la Primature, c’est-à-dire au Premier ministre.
L’immeuble administratif se trouve au quatrième étage du bâtiment Central Park (ancien C4) avenue Malick Sy. Une annexe se trouve à Dakar-Plateau, sur l’avenue Léopold Sédar Senghor, non loin de l’intersection avec le boulevard de la République. Les Archives sont conservées dans les sous sols de l'immeuble dans des conditions effroyables de conservation.

## Collections
Outre celles du Sénégal proprement dites, les Archives réunissent plusieurs fonds tels que les Archives de Gorée et surtout les Archives de l’Afrique-Occidentale française (AOF), qui ont été inscrites sur la Liste Mémoire du monde en 1997.